# 繩結
繩結是一段或多段的一維可曲繞材料，經過編織、纏繞、而形成用來觀賞、應用的結構，而產生繩結的動作則稱為結繩。
鋼索、繩索、扁帶、線等都能用來作為繩結的材料，實用上因使用環境不同而選擇合適的材質。許多人對於繩結的刻板印象常停留在童軍運動中的一小項，忽略了生活中繩結的多樣性變化與應用價值，舉凡登山、野營、航行、救難、攀岩、包裝、裝飾等各項活動中皆能見到其舉足輕重的地位。

## 性質

### 強度
繩結將原有的平直結構作曲繞而形成所期望的結構，但額外的曲繞在繩索受力的同時將產生應力集中，使得整體繩索的最大受力強度下降，此稱為繩結的強度——常以強度因數作為衡量的標準。原則上迴轉半徑愈小，繩索轉折愈多的繩結將會有較低的強度因數，因此繩結打愈多強度愈強的觀念是錯誤的。

## 使用繩結
繩結的種類相當多變，也因為各種用途需求差異，而發展出了各式各樣適合的繩結。有的繩結適合連接兩段繩子，有的適合固定一端在物品上，也有裝飾用等多種不同的功能，因此在繩結使用上最基礎的除了了解某種繩結外，更重要的是了解它的用途與其適用的範圍，才能安全適合的使用繩結

### 學習繩結
市面上與網際網路有相當多的書籍與資料可以作為學習的參考資料，但對於繩結入門來說，最適當的方式還是透過實際的結繩教學來得最有效果，諸如：童軍、救難、登山、釣客等等的入門課程來做基礎了解後，再經由額外資料的閱讀與學習擴充相關能力會得到比較好的效果。然而對於口耳相傳的教學方式，雖然能快速的使學習者上手，但卻因為溝通上的疏失常常使得該繩結的適用條件沒有得到很正確的觀念，這方面則需藉由繩結教學模式的改善與自我資料蒐集來做彌補，避免發生誤用繩結產生的危險。

### 命名
相對於英語系國家而言，繩結名稱在中文並沒有一個整合的命名，常有一個繩結名稱對應到兩個或以上的繩結，或是繩結名稱無法互相溝通的問題。此問題主要因為由於近代時期繩結運用的領域不同，而各領域在將外文資料整合時，較常閉門造車地創造、翻譯英文繩結命名而形成目前的狀況。對於某些熟悉並且使用外文學習繩結的人來說，使用原文溝通不失為一種相對較為精確的方式。
| 名稱         | 別名           | 英文名 | 常見用途                                  | 圖 |
| ------------ | -------------- | ------ | ----------------------------------------- | -- |
| 單結         | 死結、反手結   |        | 固定                                      |    |
| 平結         | 紮物結、縮帆結 | 、     | 急救包紮的固定、連接兩條繩子（粗細相近）  |    |
| 八字結       |                |        | 取代單結固定用（較好拆）                  |    |
| 接繩結       |                |        | 連接兩條繩子（和稱人結結型類似）          |    |
| 稱人結       | 帆索結         |        | 打在腰上可支撐人體（末端最好加強）        |    |
| 雙套結       | 拴馬結         |        | 要固定繩子，但繩子兩邊受力時 工程繩結起頭 |    |
| 八字圈結     | 雙8字結        |        |                                           |    |
| 營繩結       |                |        | 露營時固定打在營釘上                      |    |
| 曳木結       |                |        | 拖木頭移動（增加摩擦力）                  |    |
| 吊桶結       |                |        | 吊水桶                                    |    |
| 漁人結       |                |        |                                           |    |
| 水結         | 扁帶繩結       |        |                                           |    |
| 雙漁人結     | 接駁繩結       |        |                                           |    |
| 義大利半扣結 | 繆特爾結       | 、     |                                           |    |
| 普魯士結     | 粗細繩結       |        |                                           |    |
| 活結         | 生結、單滑結   |        |                                           |    |
| 鞍帶結       | 繩環結         | 、     |                                           |    |
| 天線袋口結   |                |        |                                           |    |

## 分類
由與各式各樣的繩結實在為數龐大，一般來說可以用功能性或是結構性的區分來幫助歸類，也因此一個繩結可以是多個類別的成員。

### 接繩結
用來連接兩條繩索

### 繩頭結
用來做繩頭處理

### 繫物結
用來緊繫於物品上

### 工程繩結
固定棍棒狀結構物

### 繩圈
製造出固定或活動的繩圈用來套物

### 摩擦結
提供磨擦抓握力的繩結,可將手固定住

### 其他
不屬於上述種類的繩結

## 外部連結
- 3D绳结 （页面存档备份，存于）
- Climbing Knots （页面存档备份，存于）
- ChockStone Tech-Tips （页面存档备份，存于）
- BoyScout Knots